# Uccisione di ecclesiastici in Italia nel secondo dopoguerra
Nell'ultimo periodo della Campagna d'Italia e durante il biennio immediatamente successivo alla cessazione delle ostilità del secondo conflitto mondiale, tra le numerose uccisioni che videro coinvolte (come attori o vittime) nell'Italia settentrionale persone di differenti (e avversi) schieramenti ideologici, vi furono alcuni episodi delittuosi le cui vittime appartenevano al clero della Chiesa cattolica. Il sacerdote e storico imolese Mino Martelli ha calcolato in 110 il numero complessivo di delitti.

## Quadro politico
Dando seguito agli accordi della conferenza di Jalta tra le maggiori potenze alleate, alla fine della seconda guerra mondiale l'Italia si avviava a entrare nella zona d’influenza anglo-statunitense. Un serrato confronto politico era tuttavia in atto tra le principali forze che durante la Resistenza avevano fatto parte del Comitato di Liberazione Nazionale: il partito di ispirazione cattolica Democrazia Cristiana, vicino alle posizioni angloamericane, e quelli di matrice socialista e comunista, vicini a quelle dell'Unione Sovietica.
Per tale motivo numerosi sacerdoti, essendo l'espressione più immediatamente riconoscibile sul territorio della gerarchia ecclesiastica, la quale sosteneva la Democrazia Cristiana, furono spesso visti come avversari o nemici, indipendentemente dal loro attivismo politico recente (campagna attiva per la DC) o passato (fiancheggiamento del disciolto regime fascista), o meno.

## Le uccisioni
Le uccisioni avvennero nel centro-nord Italia, con particolare preminenza in Emilia-Romagna. Per il perimetro compreso tra le zone di Bologna, Modena e Reggio Emilia fu coniato il termine di «Triangolo della morte», vista la concentrazione di omicidi (sia di sacerdoti che di laici) in quell'ambito territoriale.
Riguardo alle uccisioni di sacerdoti, nell'immediato dopoguerra una prima e incompleta ricognizione del fenomeno venne realizzata da Luciano Bergonzoni e Cleto Patelli, che trattarono l'argomento in una sezione della loro opera Preti nella tormenta; per i due autori, i sacerdoti uccisi furono «martirizzati». Più organico e sistematico fu l'approccio di Lorenzo Bedeschi negli anni cinquanta: dai risultati della sua analisi, pubblicati nel volume L'Emilia ammazza i preti, emerse che 52 ecclesiastici (definiti «martiri» anche in questo testo) furono uccisi nella fascia di territorio che va «da Rimini a Piacenza, da Modigliana a Guastalla». Più di recente il giornalista e scrittore Roberto Beretta, collaboratore del quotidiano cattolico Avvenire, nella sua Storia dei preti uccisi dai partigiani ritenne di aver individuato un denominatore comune a tali episodi e chiamò quella serie di uccisioni «strage dei preti».
Tra i casi che più ebbero e in qualche misura tuttora hanno rilevanza si possono ricordare:

### Emilia
- Rolando Rivi, seminarista di 14 anni ucciso a Monchio (frazione di Palagano, MO): morì alcuni giorni prima della fine della guerra. Venne rapito il 10 aprile 1945 dai partigiani rossi, che lo accusarono di fare la spia per i tedeschi[3]: fu percosso, gli fu ordinato di sputare sul crocefisso e di togliersi l'abito talare; al suo rifiuto glielo strapparono di dosso, ne fecero un pallone e ci giocarono a calcio[4]. Poi Giuseppe Corghi, il commissario politico della formazione partigiana, lo uccise a colpi di pistola. La Chiesa cattolica ha riconosciuto che il delitto fu commesso per odium fidei e nel 2013 lo ha proclamato beato[4][5].
- Dante Mattioli, parroco di Cogruzzo (frazione di Castelnovo di Sotto). Fu prelevato da quattro partigiani locali la notte dell'11 aprile 1945 insieme a un parente e ad un compaesano. I tre corpi non furono mai più ritrovati[6].
- Giuseppe Jemmi, 25 anni, cappellano di Felina (RE). Il 19 aprile 1945 fu catturato da due partigiani. Scappò due volte e due volte venne ricatturato. Percosso col calcio del fucile, fu assassinato il giorno stesso[7].
- Domenico Gianni, parroco a Calderara di Reno, fu catturato dai partigiani il 21 aprile. Trattenuto in arresto, fu malmenato e seviziato. Il 24 aprile fu condotto dietro il cimitero di Calderara e mitragliato[8].
- Carlo Terenziani, 45 anni, prevosto di Ventoso (frazione di Scandiano, RE). Già cappellano della Milizia e della Gioventù del Littorio, durante la guerra aveva aiutato rifugiati e disertori, come tanti altri sacerdoti. Nel dicembre 1944 scampò a due tentativi di sequestro. Per sicurezza il vescovo lo trasferì a Reggio Emilia. Lì, il 29 aprile 1945, quattro giorni dopo la Liberazione, fu rapito da tre persone e caricato su un camion. Al sequestro assistette anche il giovane Romano Prodi (nativo di Scandiano)[9]. Don Terenziani fu condotto dapprima nella sua parrocchia e accusato di essere un collaborazionista dei nazisti, poi condotto in strada legato ed esposto al pubblico dileggio e infine, quella sera stessa, fucilato vicino al muro della chiesa parrocchiale[10]. Ancora nel 2005 i consiglieri comunali di Scandiano respinsero la proposta, presentata da un loro collega del Polo per Scandiano, di posare una lapide in ricordo del sacerdote. Tra le motivazioni contrarie addotte, vi fu quella che l'atto non deve essere considerato omicidio, ma esecuzione decretata da quelli che all'epoca erano legittimi e riconosciuti organismi giudicanti[11].
- Enrico Donati, 60 anni, arciprete di Lorenzatico, frazione di San Giovanni in Persiceto (Bologna), ucciso con una raffica di mitragliatrice il 13 maggio 1945.
- Giuseppe Preci, 62 anni, parroco a Montalto di Montese (MO). Sacerdote infaticabile, aveva restaurato la chiesa parrocchiale e sperimentato nuove sementi per aiutare i contadini. Fu assassinato il 24 maggio 1945. Nel 1949 i suoi assassini, due partigiani comunisti, furono portati alla sbarra. Fu la prima volta per un omicidio commesso dopo la fine della guerra. Vennero condannati entrambi a 18 anni[12].
- Giuseppe Tarozzi, 63 anni, parroco di Riolo, frazione di Castelfranco Emilia (MO). Durante la guerra prestò assistenza ai carcerati di Castelfranco e nel tribunale ecclesiastico di Bologna. La notte del 25 maggio 1945 due uomini, presentatisi come membri della Polizia partigiana, lo portarono via. La salma non fu mai ritrovata né il movente dell'omicidio fu mai accertato.[13]
- Giovanni Guicciardi, 60 anni, parroco di Mocogno (MO), fu assassinato il 10 giugno 1945 da una banda di ladri. I Carabinieri si misero sulle tracce dei due capibanda, Garibaldino Biagioli e Giacomo Rossi: freddarono il primo ed arrestarono il secondo. Il Rossi evitò la condanna perché riconosciuto infermo di mente e fu rinchiuso in manicomio per molti anni[14].
- Raffaele Bortolini, parroco a Dosso, frazione di Sant'Agostino, e canonico della Collegiata di Pieve di Cento. Fu ucciso la sera del 20 giugno 1945 in una via del centro del paese. Il cadavere rimase sul posto fino alle 10 della mattina dopo, tale era il terrore degli abitanti. L'arcivescovo di Bologna chiese pubblicamente al prefetto di far cessare simili omicidi[15].
- Giuseppe Rasori, 65 anni, parroco di San Martino in Casola, frazione di Monte San Pietro (BO), fu assassinato nel pomeriggio del 2 luglio 1945. L'arcivescovo di Bologna si recò sul posto e il giorno dopo proclamò la scomunica nei confronti degli autori del delitto[16].
- Luigi Lenzini, 64 anni, parroco di Crocette, frazione di Pavullo nel Frignano (MO), fu aggredito, massacrato di botte e finito col calcio delle pistole la notte del 21 luglio 1945. Il corpo fu trovato solo una settimana dopo, il 27 luglio, in una vigna. Il processo si tenne nel 1949 in un pesante clima di intimidazione, senza che si costituisse la parte civile, e si concluse con l'assoluzione degli imputati. La Chiesa cattolica il 27 ottobre 2020 ha proclamato don Lenzini martire e beato[17].
- Achille Filippi, 63 anni, parroco di Maiola, frazione di Castello di Serravalle (BO), fu prelevato dalla canonica nella notte tra il 25 e il 26 luglio 1945. Fu portato via e falciato con una raffica di mitragliatrice[18].
- Alfonso Reggiani, parroco di Amola del Piano, frazione di San Giovanni in Persiceto, fu assassinato in un agguato nel pomeriggio il 5 dicembre 1945 mentre tornava in canonica. Al funerale presenziarono solo i parenti stretti e qualche contadino, a causa del clima d'intimidazione che si era creato in paese. I due assassini furono individuati e condannati nel 1952 rispettivamente a 21 e 14 anni di carcere, poi ridotti a 5[19].
- Francesco Venturelli, parroco di Fossoli, frazione di Carpi. Durante la guerra, nel 1943 i tedeschi occuparono il paese e costruirono il campo di concentramento. Don Venturelli riuscì a non inimicarsi i nazisti ed a fare in modo che ai prigionieri, cui era stato prelevato tutto, fossero forniti degli zoccoli. Dopo la fine della guerra il campo di Fossoli si riempì di prigionieri fascisti, ma Venturelli continuò la sua opera, fornendo loro aiuto, senza distinzione. Fu assassinato la sera del 16 gennaio 1946. Nel 2006 il Quirinale lo ha insignito della medaglia d'oro al valor civile[20].
- Umberto Pessina, parroco di San Martino Piccolo di Correggio (RE), ucciso il 18 giugno 1946. Dopo il delitto il vescovo di Reggio Emilia, Beniamino Socche, prese pubblicamente posizione: parlò al funerale, che fu celebrato in forma solenne, e dedicò a don Pessina l'orazione nel giorno del Corpus Domini (che cadde il giorno dopo l'agguato). Però sul parroco furono messe in circolazioni voci che ne mettevano in dubbio l'onorabilità. Inoltre nel reggiano gli omicidi continuarono. Siccome la situazione stava diventando insostenibile, Palmiro Togliatti, segretario del PCI, decise di recarsi personalmente a Correggio. Il 24 settembre tenne un duro discorso davanti ai dirigenti provinciali del partito. Le violenze cessarono e le fosse comuni, dov'erano stati occultati centinaia di cadaveri, vennero aperte[21].

### Romagna
- Giovanni Ferruzzi, arciprete di Campanile in Selva (frazione di Lugo, RA). Durante la guerra si diede da fare per salvare la propria gente, trattando coi tedeschi e collaborando a reperire lavoratori per evitare che fossero rastrellati e deportati. Fu ucciso da partigiani comunisti il 3 aprile 1945. Al funerale la popolazione non si presentò a causa del clima di terrore che si era creato in paese[22];
- Luigi Pelliconi, 65 anni, parroco di Poggiolo (frazione di Imola, BO). I tedeschi avevano occupato la canonica e gli avevano chiesto di collaborare, ma lui non venne mai a patti. La mattina del 14 aprile 1945, quando gli Alleati erano giunti alle porte di Imola, i tedeschi lo assassinarono per vendetta. Poi il comandante nazista si consegnò agli inglesi[23];
- Tiso Galletti, 46 anni, parroco di Spazzate Sassatelli (frazione di Imola). Don Galletti nelle sue prediche aveva pubblicamente condannato il comunismo ateo e le feroci vendette che erano seguite alla Liberazione[24]. Venne ucciso il 18 maggio 1945 a colpi di pistola da un commando di partigiani, mentre si trovava seduto davanti alla porta della canonica. Arrivarono due giovani in motocicletta; uno rimase sulla moto, l'altro scese e gli chiese se fosse lui il parroco. Alla risposta affermativa, il giovane estrasse una pistola e lo uccise. Successivamente il giovane risalì sulla moto, i due ripartirono. Allo stesso modo furono uccise altre tre persone della parrocchia nella stessa sera. Dopo l'assassinio il cadavere del presbitero rimase sulla piazza fino al giorno seguente; un partigiano piantonò l'area per controllare che nessuno venisse a rendere omaggio alla salma. Ai funerali non si presentò nessuno[25]. La banda venne presa e il capo del commando, Ermes Testa, fu rinviato a giudizio[26]. Nel 1954 fu condannato a 16 anni di carcere (aumentati a 18 in appello), ma per effetto dell'amnistia non scontò un solo giorno di prigione.
- Giuseppe Galassi di 55 anni, parroco di San Lorenzo (frazione di Lugo). Durante la guerra curò molte persone in canonica, dove aveva allestito una fornita farmacia. Anche dopo la fine del conflitto, in zona continuarono le uccisioni. Il 31 maggio 1945, dopo aver celebrato la Messa, fu avvicinato da due persone che lo portarono con sé. Lo condussero in un luogo isolato e lo uccisero a colpi d'arma da fuoco. Nessuno cercò il suo corpo per paura di ritorsioni. Lo trovò una ragazza del luogo, Giuseppina Valenti, che poi si farà suora. Il corpo era riverso in un fosso. Al funerale presero parte non più di 25 persone, le uniche che non avevano ascoltato le intimidazioni dei comunisti[27].
- Teobaldo Daporto, 40 anni, parroco di Casalfiumanese da dieci anni. Aveva lavorato molto coi giovani di Azione cattolica ed era membro del CLN locale. Il 10 settembre 1945 fu assassinato da un suo conoscente, un contadino, probabilmente sobillato dai comizi anticlericali che si diffondevano in quel periodo[28]. Il processo non si tenne poiché l'assassino, una volta tradotto in carcere, si suicidò.

### Ex territori italiani
Per quanto riguarda invece i territori sotto sovranità italiana successivamente passati alla Jugoslavia con l'accordo di Parigi del 10 febbraio 1947, vi è almeno un caso documentato di sacerdote ucciso nel periodo 1945-1947: Francesco Giovanni Bonifacio, di 34 anni, sequestrato nei pressi di Villa Gardossi (Buie d'Istria) da alcune “guardie popolari”, picchiato, lapidato e finito con due coltellate, e successivamente infoibato. Bonifacio fu beatificato dalla Chiesa cattolica il 4 ottobre 2008 a Trieste, in quanto ritenuto ucciso in odium fidei.

## Pubblicità dei fatti
Già nei primi anni cinquanta, sulla scia dei fatti delittuosi, il vescovo di Reggio Emilia, Beniamino Socche, a capo di un comitato appositamente istituito, tentò di ottenere l'autorizzazione a erigere un monumento al cosiddetto «prete ignoto», ma la sua iniziativa non ebbe successo.
Nella primavera del 1990 i familiari superstiti di alcune delle vittime delle quali non fu mai ritrovato il corpo pubblicarono una lettera aperta, chiedendo quantomeno indicazioni per rintracciare le spoglie e dar loro sepoltura.
Alcuni mesi dopo, il 29 agosto, fu pubblicata sul quotidiano bolognese Il Resto del Carlino una lettera del parlamentare comunista ed ex-partigiano Otello Montanari, inviata anche all'Unità, ma da questo quotidiano non pubblicata.
Nella lettera Montanari premise che bisognava distinguere tra "omicidi politici", ovvero commessi in ragione del ruolo esercitato dalla persona uccisa, ed "esecuzioni sommarie", ovvero uccisioni indiscriminate di avversari politici e oppositori; e invitò chiunque sapesse come ritrovare le spoglie delle persone uccise (aggiungendo: «Io non lo so») a dare le necessarie informazioni.
Dopo la pubblicazione di tale lettera, Montanari ebbe gravi difficoltà nel partito, all'interno del quale fu aspramente contestato, e fu inoltre escluso dal Comitato Provinciale dell'ANPI, dalla Presidenza dell'Istituto Cervi e dalla Commissione regionale di controllo.
I coniugi Elena Aga Rossi (docente universitaria di Storia contemporanea) e Viktor Zaslavskij (esperto di storia dei rapporti italo-sovietici), dopo l'apertura degli archivi di Stato dell'ex-URSS, ebbero lo spunto per una nuova analisi di tali avvenimenti alla luce dei rapporti del PCUS con i suoi partiti fratelli (ivi incluso, quindi, il PCI).
La tesi dei due studiosi, esposta anche in un'intervista allo stesso Roberto Beretta dalle colonne di Avvenire, è che il PCI all'epoca, se non proprio favorì, quantomeno tollerò e coprì la soppressione di esponenti di categorie (borghesi, sacerdoti, possidenti) che in un'ottica di breve-medio periodo potessero costituire un impedimento materiale e culturale-ideologico all'espansione comunista; aggiungendo tuttavia che, a loro avviso, in molte zone d'Italia ciò sarebbe stato controproducente, perché, anche se a livello locale vi fu un successo elettorale, lo stesso non accadde a livello nazionale.
Infine, per quanto riguarda le cause della debolezza, quando non del silenzio, da parte cattolica nel denunciare tali fatti, Aga-Rossi e Zaslavsky ipotizzano che il clero temette di vedersi rinfacciata una qualsivoglia forma di adesione al passato regime fascista, sebbene tale aspetto della questione sia ancora lungi dall'essere storicamente indagato a fondo.

### Documentari
- Davide Ferrario e Daniele Vicari. Comunisti. Documentario, betacam-pellicola, 58'. Produzione Dinosaura, partecipazione TELE+, 1998.
Storia dei partigiani coinvolti nell'uccisione di Umberto Pessina.